# Jo Yun-mi
Dans ce nom coréen, le nom de famille, Jo, précède le nom personnel.
Jo Yun-mi, née le 5 janvier 1987, est une footballeuse internationale nord-coréenne évoluant en club à l'April 25 SG. 
En sélection nationale, elle remporte la Coupe du monde de football féminin des moins de 20 ans 2006, se classe deuxième de la Coupe d'Asie de l'Est de football féminin 2005 et est médaillée d'argent aux Jeux asiatiques de 2010. Elle est élue meilleure joueuse de la Coupe d'Asie de football féminin 2010 dont la Corée du Nord est finaliste, et participe à la Coupe du monde de football féminin 2011.